# Guido De Santi
Guido De Santi (Trieste, 16 de maio de 1923 — Trieste, 30 de outubro de 1998) foi um ciclista italiano. Ele terminou em último lugar no Tour de France 1949.